# Folkia lugens
Folkia lugens là một loài nhện trong họ Dysderidae.
Loài này thuộc chi Folkia. Folkia lugens được miêu tả năm 1974 bởi Brignoli.